# Gaston Boiteux
Pour les articles homonymes, voir Gaston Boiteux (natation) et Boiteux.
Gaston Henri Marie Lefel Boiteux, né à Mont-lès-Pange le 11 septembre 1863 et mort le 22 septembre 1897 à Grenoble, est un officier et explorateur français.

## Biographie
Gaston Boiteux entre dans la Marine en 1883. Aspirant (1883) puis enseigne de vaisseau (1885), il sert au Tonkin. Nommé lieutenant de vaisseau en 1890, il devient en 1894 le secrétaire de Joseph Joffre et occupe, sous ses ordres, de manière audacieuse Tombouctou. En conflit avec la famille Bonnier au sujet de la conquête de Tombouctou, il se suicide dans sa chambre d'hôtel à Grenoble en septembre 1897. 
Sa famille a fait graver sur sa tombe la mention : « au conquérant de Tombouctou ». 
Michel Verne le mentionne dans son roman L'Étonnante Aventure de la mission Barsac (partie 1, chapitre II). 